# صردر

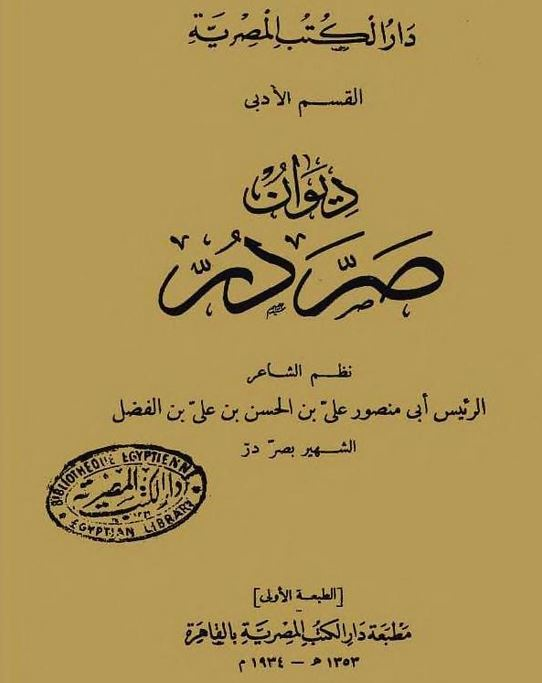
غلاف «ديوان صردر»، طبعة دار الكتب، 1353 هـ.

علي بن الحسن صَرَّدُرّ (توفي 465 هـ / 1073 م) هو شاعر وكاتب عربي.
هو أبو منصور علي بن الحسن بن الفضل البغدادي، كان أبوه يلقّب «صَرَّ بَعْر» لبخله، لكن حين اشتهر شعره قال له نظام الملك: «أنت صَرَّ دُر لاصرَّ بعر». وقد هجاه البياضي، أحد شعراء عصره فقال:
قال عنه ابن خلكان في «وفياته» أنه «أحد نُجباء شعراء عصره، جمع بين جودة السبك وحسن المعنى، وعلى شعره طلاوة رائقة وبهجة فائقة.»
مدح القائم العباسي ووزيره ابن المسلمة. وفي وفاته قال الزركلي «تقنطر به فرسه، فهلك، بقرب خراسان». وكان هذا في شهر صفر، وقيل في شهر ربيع الأول سنة 465 هـ، وعمره يومئذ أكثر من 65 سنة.
جٌمع ما تبقى من شعره وطٌبع في ديوان بدار الكتب المصرية في القاهرة سنة 1353 هـ / 1934 م، شرحه أحمد نسيم، وقدّم له بتعريف موجز.